# Абдуллаев, Сырым Жусипахметулы
Абдуллаев Сырым Жусипахметович (20 декабря 1968, Чимкент, Южно-Казахстанская область, Казахская ССР) — казахстанский деятель органов внутренних дел, заместитель начальника Департамента полиции города Шымкент, полковник полиции.

## Биография
Родился 20 декабря 1968 года в городе Шымкент Южно-Казахстанской области.
В 1992 году окончил исторический факультет Шымкентского педагогического института.
В 1997 году окончил Международный казахско-турецкий университет имени Х. А. Яссави, специальность - юрист-правовед.
С сентября 1993 года оперуполномоченный по розыску отдела уголовного розыска УВД г. Шымкент Южно-Казахстанской области, на этой службе получил звание офицера. Позднее работал старшим оперуполномоченным ОУР УВД г. Шымкента, старшим оперуполномоченным Управления уголовного розыска ГУВД ЮКО, старшим инспектором по режиму Секретариата УВД ЮКО, заместителем начальника отдела внутренних дел Абайского района по работе с личным составом УВД ЮКО, заместителем командира по воспитательной работе отдельного батальона дорожной милиции ГАИ УВД ЮКО, заместителем начальника службы административной полиции, начальником Управления патрульной полиции ГУВД ЮКО, начальником отдела внутренних дел Сузакского района ГУВД Южно-Казахстанской области, начальником отдела внутренних дел Арысского района ДВД Южно-Казахстанской области.
С июля 2006 года - начальник Управления дорожной полиции ДВД Южно-Казахстанской области.
С 5 февраля 2007 года назначен на должность начальника Управления дорожной полиции ДВД Восточно-Казахстанской области.
С 9 октября 2012 года назначен на должность заместителя начальника ДВД Павлодарской области
С 30 января 2014 года назначен на должность заместителя начальника ДВД ЮКО
С июля 2018 года назначен на должность заместителя начальника Департамента полиции города Шымкента
Женат, воспитывает троих детей.